# 46110 Altheamoorhead
46110 Altheamoorhead è un asteroide della fascia principale. Scoperto nel 2001, presenta un'orbita caratterizzata da un semiasse maggiore pari a 2,3534777 au e da un'eccentricità di 0,1175138, inclinata di 4,48219° rispetto all'eclittica.